# Сфера (фильм, 2017)
«Сфера» (англ. The Circle) — фильм режиссёра Джеймса Понсольдта (англ. James Ponsoldt). Сценарий фильма основан на одноимённом романе Дэйва Эггерса. Премьера фильма в России состоялась 27 апреля 2017 года, в США — 28 апреля. Это последний фильм Билла Пэкстона, умершего в феврале 2017 года, а также последний фильм Гленн Хидли, выпущенный перед её смертью в июне 2017 года.

## Сюжет
Через свою подругу Энни стажёр колл-центра Мэй Холланд получает должность службы поддержки в The Circle, компании, занимающейся технологиями и социальными сетями. Мэй устраивается на работу, надеясь поддержать своих родителей, особенно отца, страдающего рассеянным склерозом. На собрании компании генеральный директор Эймон Бейли представляет систему SeeChange, в которой используются небольшие камеры, размещенные в любом месте, для обеспечения высококачественного видео в реальном времени. Мэй быстро поднимается по службе, осваивает с социальные сети и знакомится с Таем Лафитом, который проявляет подозрительность к другим, более увлеченным сотрудникам. На собрании компании под открытым небом, подчеркивающем необходимость подотчетности в политике, директор The Circle Том Стентон  представляет члена Конгресса Оливию Сантос, которая согласилась открыть свою повседневную работу для публики через SeeChange. Впоследствии Тай показывает Мэй область, содержащую облачный сервер, где должна храниться вся информация, собранная SeeChange. Мэй смущается, когда понимает, что Тай является создателем TrueYou, социальной сети The Circle. Он говорит ей, что TrueYou вышел из-под его контроля, и его нынешнее использование не соответствует его намерениям.
Позже мать Мэй показывает девушке фотографию люстры Мерсер, сделанной из оленьих рогов. Она фотографирует его и выкладывает в своем профиле The Circle. Изображение привлекает значительное негативное внимание к Мерсеру, люди обвиняют его в убийстве оленя. Мерсер противостоит ей на работе и говорит ей оставить его в покое. Обеспокоенная реакцией Мерсера, Мэй ночью плавает на каяке, но из-за бурных волн ее каяк переворачивается, что требует помощи береговой охраны, которая была предупреждена о чрезвычайной ситуации через камеры SeeChange. На следующей встрече Эймон представляет Мэй толпе, и они обсуждают ее опыт спасения, который побуждает ее стать «полностью прозрачной», что включает в себя ношение маленькой камеры и раскрытие своей жизни миру 24 часа в сутки. Однако это вредит её отношениям с родителями и Энни, поскольку она случайно показывает на камеру личные аспекты их жизни.
На заседании правления Эймон объявляет о поддержке почти всеми 50 штатами голосования через учетные записи The Circle. Мэй идет еще дальше и предлагает потребовать от каждого голосующего гражданина иметь учетную запись The Circle. Эймон и Том одобряют это предложение. На следующем общекорпоративном совещании Мэй говорит, что The Circle может найти любого на планете менее чем за 20 минут, и представляет программу по поиску разыскиваемых преступников. Программа идентифицирует сбежавшего убийцу детей в течение 10 минут, что вызывает аплодисменты среди зрителей. Мэй говорит, что программа может найти кого угодно, а не только разыскиваемых уголовников, и кто-то предлагает Мерсера. Сначала Мэй не решается использовать программу для поиска Мерсера, но Том убеждает Мэй продолжить и Мерсер быстро находится. Напуганный тем, что пользователи The Circle спускаются к его дому, он убегает на машине, хотя пользователь социальной сети помещает небольшую камеру на окно своей машины без его ведома или согласия. Они преследуют его на автомобиле и летающем беспилотнике, из-за чего Мерсер бесконтрольно сбивается с моста и погибает, к большому ужасу Мэй. Через несколько дней Мэй звонит Энни, которая покинула The Circle и вернулась в Шотландию, что улучшило ее самочувствие. Мэй, однако, считает, что связь с другими помогает ей справиться со смертью Мерсера.
Мэй возвращается в The Circle, несмотря на просьбы родителей. Она звонит Таю, чтобы попросить об услуге, и тот рассказывает ей о своей находке. На следующем корпоративном совещании Мэй объясняет, как связь помогла ей выздороветь. Она разговаривает с Эймоном и приглашает Тома на сцену, а затем предлагает Эймону и Тому стать полностью прозрачными. Она объясняет, что Тай нашел все их учетные записи электронной почты и раскрыл их всему миру, поскольку никто не должен быть исключением. Эймон и Том, явно расстроенные, пытаются сохранить лицо, прежде чем Том покинет сцену. Руководство отключило питание её презентации, и сцена погасла, но публика активировала свои мобильные устройства, освещая Мэй, которая повторяет свою защиту прозрачности. Позже она возвращается к прогулкам на каяке, не беспокоясь о дронах, которые преследуют её.

## В ролях
- Эмма Уотсон — Мэй Холланд
- Том Хэнкс — Эймон Бэйли
- Карен Гиллан — Энни Эллертон
- Паттон Освальт — Том Стентон
- Джон Бойега — Тай Лафитт
- Эллар Колтрейн — Мерсер
- Билл Пэкстон — Винни Холланд, отец Мэй
- Гленн Хидли — Бонни Холланд, мать Мэй
- Пурна Джаганнатан — доктор Джессика Виллалобос
- Эллен Вонг — Рената
- Джуди Рейес — член конгресса Сантос
- Мамуду Ати — Джаред

## Производство

### Кастинг и финансирование
15 декабря 2014 года Deadline сообщил, что Том Хэнкс будет сниматься в экранизации романа Дейва Эггерса Сфера. 11 мая 2015 года было объявлено, что Image Nation Abu Dhabi будет финансировать фильм вместе с Уолтером Паркесом и Лори Макдональдом. Через некоторое время IM GLOBAL продал права различным дистрибьюторам. 23 мая 2015 года Deadline сообщил, что продюсеры предложили Эмме Уотсон главную женскую роль в фильме.
В июне 2015 года режиссёр Понсольд сообщил, что Уотсон не будет играть главную роль в фильме, но она будет участвовать. 24 июня 2015 года Variety подтвердил, что Уотсон была официально взята на главную роль Мэй Холланд. 19 августа 2015 Джон Бойега был добавлен в актерский состав, и 1 сентября 2015 года Карен Гиллан была выбрана на роль Энни. 11 сентября 2015 года Паттон Освальт присоединился к актерскому составу, чтобы сыграть Тома Стэнтона, одного из трех основателей Сферы, а 16 сентября 2015 года Билл Пэкстон присоединился к фильму как отец персонажа Уотсон. 29 сентября 2015 года Эллар Колтрейн присоединился к фильму в роли Мерсера.

## Музыка
| №  | Название                       | Исполнитель (ли) | Длительность |
| -- | ------------------------------ | ---------------- | ------------ |
| 1. | «Dreams»                       | Beck             | 5:14         |
| 2. | «Alabama Railroad Town»        | Doug Firebaugh   | 1:19         |
| 3. | «Would You Want Me»            | Generationals    | 3:53         |
| 4. | «Something Old, Something New» | Lonnie Russ      | 2:26         |
| 5. | «Farewell Transmission»        | Songs: Ohia      | 7:22         |
| 6. | «18th»                         | Supreme Cuts     | 3:57         |
| 7. | «Metal Guru»                   | T. Rex           | 2:29         |

## Отзывы
Фильм получил негативные отзывы кинокритиков. На сайте Rotten Tomatoes у картины лишь 17 % положительных отзывов на основе 112 рецензий. На Metacritic — 43 балла из 100 на основе 32 отзывов. Картина также получила плохую прессу — с разгромными рецензиями в The New York Times и других ведущих изданиях.

## Награды и номинации
- 2017 — премия «Teen Choice Awards» в категории «Лучшая драматическая актриса» (Эмма Уотсон).
- 2018 — Номинация «Золотая малина» в категории «Худшая актриса» (Эмма Уотсон).